# کوجین کاراتانی
کوجین کاراتانی (انگلیسی: Kojin Karatani؛ زادهٔ ۶ اوت ۱۹۴۱) فیلسوف، نویسنده، استاد دانشگاه، و منتقد ادبی اهل ژاپن است.